# Edward Mayer
Edward Mayer fou un compositor i director d'orquestra alemany del segle xix.
Fou director d'orquestra a Neustrelitz, i publicà cinc cants per a quatre veus d'home, i tres lieder per a soprano o tenor, amb acompanyament de piano.